# SC Sperber Hamburg
SC Sperber Hamburg is een Duitse voetbalclub uit de stad Hamburg. De club werd in 1898 opgericht. De club speelde in de jaren zestig en zeventig vijf seizoenen in de Regionalliga Nord, toen nog de tweede klasse.

## Geschiedenis
De club werd opgericht op 5 juli 1898. De club sloot zich aan bij de voetbalbond van Hamburg-Altona en ging na de eeuwwisseling in de competitie spelen die door deze bond georganiseerd werd. Na seizoen 1902/03 degradeerde de club. In 1906 promoveerde de club weer, maar werd laatste en degradeerde opnieuw. Op 27 september 1907 fusioneerde de club met FC Saxonia 1906 Hamburg en werd zo SC Sperber-Saxonia Hamburg. In 1909 werd de club weer zelfstandig. De club keerde ook terug naar de hoogste klasse. De club had voor het eerst succes in 1911/12 toen ze vierde werden. Het volgende seizoen werd de club negende en doordat de Noord-Duitse voetbalbond een nieuwe competitie invoerde die uit één reeks bestond werd de competitie van Hamburg-Altona nu de tweede klasse. Sperber werd nu derde en na dit seizoen brak de Eerste Wereldoorlog uit, waardoor de competities opnieuw regionaal werden.
Sperber werd nu een topper en greep in 1915/16 net naast de titel. Het volgende seizoen werd de club voorlaatste en in 1917/18 ging de club een tijdelijke fusie aan met St. Georger FC om oorlogsredenen en deze club werd kampioen. Ook het volgende seizoen bleven de clubs samen, maar hierna werd de fusie opgeheven.